# Kurt Zeitzler
Kurt Zeitzler (9. juni 1895 – 25. september 1963) var en tysk officer og general under 2. verdenskrig, mest kendt som chef for Oberkommando des Heeres fra september 1942 til juni 1944. 
Zeitzlers forhold til Hitler blev stadigt dårligere efter nederlaget ved Stalingrad og han blev afskediget efter et nervøst sammenbrud den 1. juli 1944. Han blev afløst af Adolf Heusinger.